# Tjekkiet ved vinter-PL 2018
Tjekkiet deltog ved vinter-PL 2018 i Pyeongchang, Sydkorea i perioden 9.-18. marts 2018.Landet deltog med 21 atleter.

## Medaljer
| 2018 Pyeongchang | Guld | Sølv | Bronze | Total |
| Tjekkiet         | 1    | 0    | 1      | 2     |